# Anne Cornwall
Anne Cornwall (Brooklyn, Nueva York, 17 de enero de 1897-2 de marzo de 1980), fue una actriz cinematográfica estadounidense. 
Actuó a lo largo de cuarenta años, empezando con muchas producciones de cine mudo a partir de 1918. Su carrera se prolongó hasta 1959. Estuvo casada con el guionista y director Charles Maigne, y con el ingeniero de Los Ángeles Ellis Wing Taylor, con el que tuvo un hijo, Peter.
En 1925, Anne fue elegida una de las WAMPAS Baby Stars.
Falleció en 1987 en Van Nuys, California.

## Filmografía parcial
- To Have and to Hold (1922)
- College (El colegial) (1927) (Interpreta a la compañera de Buster Keaton)
- Men O'War (1929) (Película de Laurel & Hardy)
- Mr. Smith Goes To Washington (Caballero sin espada) (1939)